# North Carolina Football Club
North Carolina FC, anteriormente conhecido como Carolina RailHawks, é um clube de futebol da cidade de Cary, Carolina do Norte, Estados Unidos. Atualmente disputa USL League One. A equipe mudou de nome em 2016 visando entrar na Major League Soccer.

## História

### Carolina RailHawks (2006-2016)
Em janeiro de 2006, foi anunciada uma equipe da Carolina do Norte como expansão da USL First Division, sendo posteriormente anunciado seu nome, Carolina RailHawks. Seu primeiro foi em 2007 contra o Minnesota Thunder, e sua primeira vitória foi contra o Chivas USA, durante uma partida amistosa.
Em 2007 já conquistaria o seu primeiro título, o Southern Derby. A equipe voltaria a conquistar esse título em 2008 e 2009. Em 2011 o RailHawks sai da USL e vai para a recém fundada NASL, na qual permanece até hoje.

### North Carolina FC (2016-Atual)
Em 2016 foi anunciado que o Carolina RailHawks iria mudar de nome para North Carolina FC, com objetivo de entrar na Major League Soccer. a primeira temporada com o novo nome foi em 2017. No dia 16 de novembro de 2017 a equipe anuncia sua transferência da NASL para a USL.

## Rivalidades

### Southern Derby
O North Carolina FC disputa o Southern Derby, um dos clássicos do futebol dos Estados Unidos. Nos Estados Unidos os clássicos são disputados em forma de copa e ao final do ano o campeão leva a taça.

## Símbolos

### Escudo
| Evolução do Escudo do North Carolina FC | Evolução do Escudo do North Carolina FC | Evolução do Escudo do North Carolina FC | Evolução do Escudo do North Carolina FC | Evolução do Escudo do North Carolina FC | Evolução do Escudo do North Carolina FC | Evolução do Escudo do North Carolina FC | Evolução do Escudo do North Carolina FC |
| Carolina RailHawks - 2006 – 2016        | North Carolina FC - 2016 – Atual        |                                         |                                         |                                         |                                         |                                         |                                         |
| --------------------------------------- | --------------------------------------- | --------------------------------------- | --------------------------------------- | --------------------------------------- | --------------------------------------- | --------------------------------------- | --------------------------------------- |